# نینگ‌نینگ
نینگ یی‌ژو (چینی ساده: 宁艺卓; پین‌یین: Ning Yìzhuō؛ زادهٔ ۲۳ اکتبر ۲۰۰۲) که به‌طور حرفه‌ای با نام نینگ‌نینگ (کره‌ای: 닝닝؛ انگلیسی: Ningning) شناخته می‌شود، خواننده چینی ساکن کره جنوبی است. او یکی از اعضای گروه دخترانه کره‌ای اسپا است.

## اوایل زندگی
نینگ‌نینگ با نام تولد نینگ یی‌ژو زادهٔ هاربین، چین در ۲۳ اکتبر ۲۰۰۲ است. او در مدرسه راهنمایی دانشگاه نرمال هاربین (哈尔滨师范大学附属中学) و آکادنی موسیقی معاصر پکن (北京市现代音乐学校) تحصیل کرده است.

## پشتیبانی‌ها
در ۸ فوریه ۲۰۲۴، نینگ‌نینگ به عنوان سفیر جهانی برند ایتالیایی ورساچه تعیین شد.

## ترانه‌شناسی

### همکاری‌ها
| عنوان                                                                               | سال  | بالاترین جایگاه جدول | آلبوم                                 |
| عنوان                                                                               | سال  | کره جنوبی            | آلبوم                                 |
| ----------------------------------------------------------------------------------- | ---- | -------------------- | ------------------------------------- |
| «Snow Dream 2021» (به همراه یه‌ری، هه‌چان، چنلو و جی‌سونگ)                             | ۲۰۲۱ | —                    | ۲۰۲۱ وینتر اس‌ام تاون: اس‌ام‌سی‌یو اکسپرس |
| "Time After Time" (원) (به همراه بوآ وندی)                                          | ۲۰۲۲ | —                    | ۲۰۲۲ وینتر اس‌ام تاون: اس‌ام‌سی‌یو پَلِس    |
| «Good to Be Alive» (به همراه هیویون، کی، چن، جانی، گینجو، رایدن، ایم‌لِی و مار ویستا) | ۲۰۲۲ | —                    | ۲۰۲۲ وینتر اس‌ام تاون: اس‌ام‌سی‌یو پَلِس    |
| "WYA" (妳在哪裡) (به همراه جی پارک)                                                 | ۲۰۲۳ | —                    | تک‌آهنگ بدون آلبوم                     |
| نشانهٔ «—» مواردی را نشان می‌دهد که در آن کشور منتشر نشده یا به جدول نرسیده‌اند.       |      |                      |                                       |

### ساندترک
| عنوان                                                                         | سال  | بالاترین جایگاه جدول | آلبوم                       |
| عنوان                                                                         | سال  | کره جنوبی            | آلبوم                       |
| ----------------------------------------------------------------------------- | ---- | -------------------- | --------------------------- |
| «Once Again» (به همراه وینتر)                                                 | ۲۰۲۲ | ۱۱۹                  | اواس‌تی غم‌های ما             |
| «Count on Me»                                                                 | ۲۰۲۴ | —                    | اواس‌تی استودیو عکاسی نیمه‌شب |
| نشانهٔ «—» مواردی را نشان می‌دهد که در آن کشور منتشر نشده یا به جدول نرسیده‌اند. |      |                      |                             |

### حضور مهمان
| عنوان    | سال  | آرتیست (های) دیگر | آلبوم                         |
| -------- | ---- | ----------------- | ----------------------------- |
| «Melody» | ۲۰۲۳ | —                 | The Next EP. 4 (Live Version) |